# Stoke Dry
Stoke Dry – wieś w Anglii, w hrabstwie Rutland. Leży 11 km na południe od miasta Oakham i 125 km na północ od Londynu. W 2001 miejscowość liczyła 35 mieszkańców.